# Controversiae
Nella retorica tardorepubblicana e augustea declamazioni che riprendono le vecchie "ipotesi" o quaestiones finitae o causae. 
La prassi prevedeva che si fissasse un principio giuridico e si esponesse brevemente un ipotetico quadro di avvenimenti, dopodiché il declamatore doveva sostenere il ruolo di uno o, più di frequente, di tutti i partecipanti al processo immaginario. 
Una controversia si articola generalmente in tre parti: proemium (introduzione e articolazione del principio giuridico), narratio (esposizione della situazione), argumentatio (sviluppo dell'argomentazione), nella quale si dà ampio risalto a due caratteri fondamentali dell'oratoria declamatoria, la divisio e il color (plur. colores). Nella prima, il retore analizzava le suddivisioni a suo giudizio presupposte nella causa in oggetto, fossero esse di tipo giuridico (quaestiones) o morali (tractationes); i colores sono invece i particolari modi di accostare la materia (religioso, patetico e solenne ecc.), ossia impostazioni psicologiche assai variabili anche in base al valore di attenuanti o aggravanti che dovevano avere.